# Paterikon

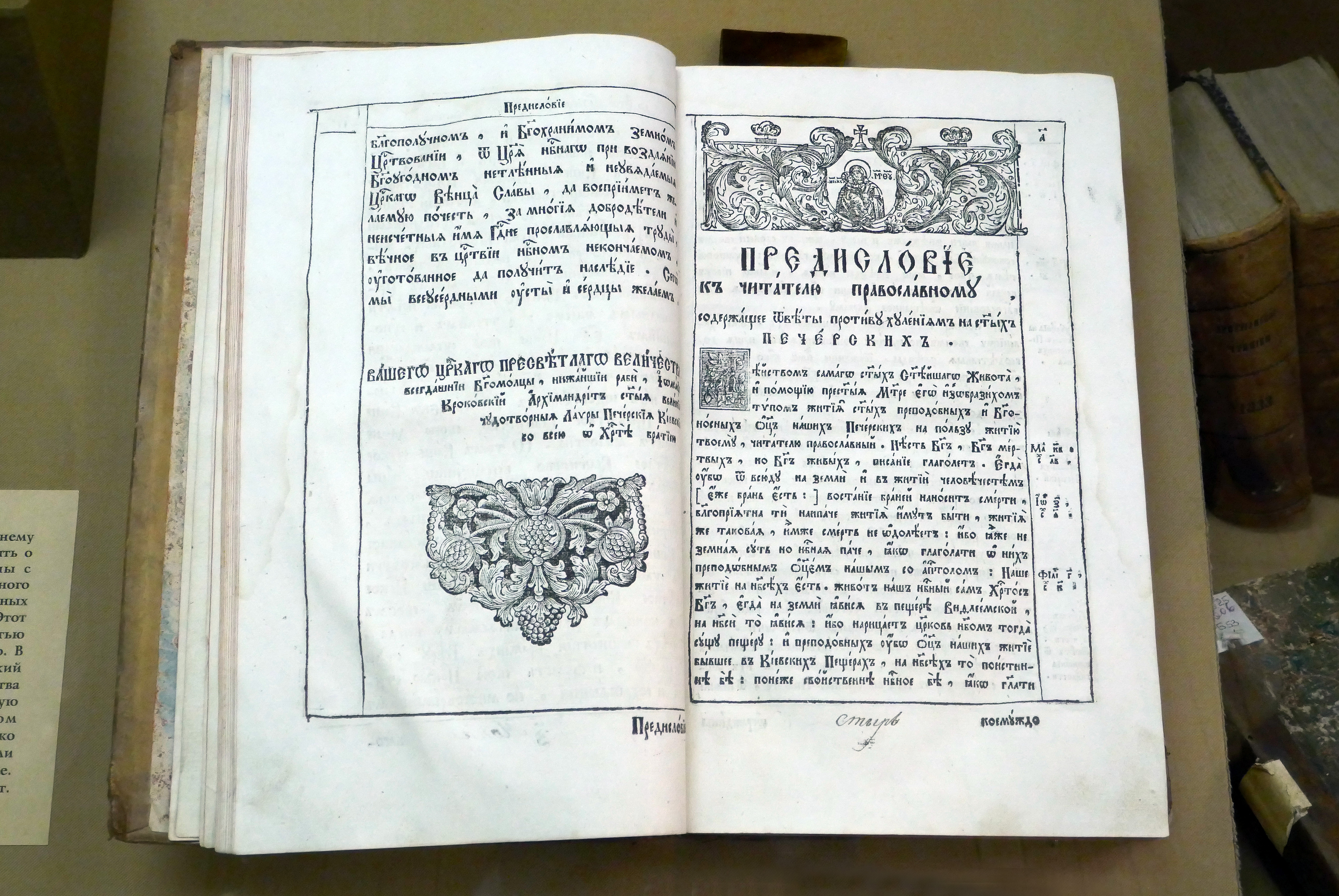
Paterikon (Russland, 1758).

Ein Paterikon  (griechisch πατερικόν; Pl.: Paterika) ist die Kurzform für πατεριχόν βιβλίον ‚Buch des Vaters‘ oder ‚Vaterbuch‘ und ein eigenes Genre der byzantinischen religiösen Literatur, in dem Aussprüche von Heiligen, Märtyrern und Kirchenoberhäuptern oder den Vätern des ostkirchlichen Mönchtums sowie Legenden über diese zusammengestellt werden. Diese Bücher können neben abstrakten Weisheiten, Sprüche, die in eine Szene eingebettet sind oder ganze Erzählungen teilweise auch in Verbindung mit Wundern enthalten. Die Sammlungen von Sprüchen reflektieren die geistlichen Erfahrungen der Mönchsväter. Sie dienen dazu diese Erfahrungen an künftige Asketen weiterzugeben, um ihnen den Weg zu Gott zu erleichtern.
Einige der ersten dieser Zusammenstellungen sind die Apophtegmata der Heiligen Starzen (Αποφθέγματα των άγίων γερόντων; auch bekannt als das Alphabetische Paterikon); die Apophthegmata Patrum; die Aussprüche der Wüstenväter; das Ägyptische Paterikon (auch: Historia Monachorum in Aegypto oder Geschichte der Mönche in Ägypten) sowie die Λαυσαϊχόν (Historia Lausiaca) des Palladios aus dem 4. Jahrhundert. Einige Paterika wurden in unterschiedliche Sprachen übersetzt, so beispielsweise ins Lateinische, Koptische oder Armenische.
In der Russischen Orthodoxen Kirche ist dieses Genre seit der frühesten slawischen Literatur bekannt, wobei zuerst Übersetzungen, später auch originale Texte in verschiedenen Klöstern angefertigt wurden.
Bekannt ist insbesondere das Paterikon des Höhlenklosters Kijev, das Nestor von Kiew zugeschrieben wird.